# Archeologia niedestrukcyjna
Archeologia niedestrukcyjna, prospekcja przedwykopaliskowa – gałąź archeologii wykorzystującą nieinwazyjne lub w niewielkim stopniu niszczące metody badań służące do lokalizacji i wstępnego rozpoznania stanowisk archeologicznych.

## Cele archeologii niedestrukcyjnej
Nieinwazyjne rozpoznanie umożliwia lokalizowanie, rejestrowanie i ochronę zabytków.
Wykopaliska są nie dającym się powtórzyć eksperymentem naukowym. W trakcie wykopalisk stanowisko archeologiczne jest nieodwracalnie niszczone. Dokumentacja i materiały zabytkowe pozostałe po wykopaliskach nie są w stanie oddać całej złożoności i bogactwa stanowiska. Wykorzystanie metod niedestrukcyjnych pozwala zachować dla potomności niezniszczone stanowiska archeologiczne.
Metody te umożliwiają uzyskanie informacji na temat stanowisk bez ich rozkopywania.
Informacje uzyskane dzięki nim są także wykorzystywane w opracowaniach dotyczących stanowiska.
Badania za pomocą metod archeologii niedestrukcyjnej poprzedzają wydanie decyzji o rozpoczęciu prac wykopaliskowych.

## Metody niedestrukcyjne i ich zastosowanie
Metody archeologii niedestrukcyjnej dzielą się na dwie grupy:
- Do pierwszej grupy należą metody wykorzystywane do poszukiwania i lokalizacji stanowisk. Wiele znanych zabytków i stanowisk archeologicznych zostało odkrytych przypadkowo. Metody archeologii niedestrukcyjnej mają za zadanie w jak największym stopniu wykluczyć przypadkowość w archeologii. Zaliczamy do nich badania powierzchniowe i prospekcję prowadzoną z powietrza. Umożliwiają one określenie zasięgu stanowisk, nanoszenie ich na mapy a co za tym idzie planowanie przestrzenne na przyszłość. Przebadanie rejonów, na których planowane są inwestycje niszczące stanowiska archeologiczne (autostrady, fabryki, sztuczne zbiorniki wodne itp.) umożliwia przeprowadzenia badań ratunkowych. Zlokalizowanie i zarejestrowanie stanowisk na tych obszarach umożliwia przeprowadzenie prac wykopaliskowych przed rozpoczęciem robót budowlanych.

- Do drugiej grupy zaliczamy metody precyzyjnego rozpoznania stanowisk wcześniej zlokalizowanych. Należą do niej - prospekcja geofizyczna, metoda fosforanowa i wiercenia. Rezultaty badań decydują o wyborze najlepszego rejonu stanowiska przeznaczonego do prac wykopaliskowych, które z różnych względów np. finansowych nie może być w całości przebadane.

## Ograniczenia
Przy zastosowaniu metod niedestrukcyjnych w archeologii nie jest możliwe całkowite i dokładne przebadanie stanowiska. Ilość pozyskanych informacji zależy od dokładności prowadzonych badań. Wpływ na pozyskane informacje mają także warunki naturalne (erozja), pora roku, zagospodarowanie terenu. Odnalezienie stanowiska oznacza, że jest ono niszczone (przez erozję, orkę itp.). Jeśli uda się zidentyfikować stanowisko, nie jesteśmy w stanie stwierdzić bez przeprowadzenia badań wykopaliskowych czy głębiej nie znajdują się inne warstwy kulturowe. To, że w danym miejscu nie namierzono stanowiska, nie oznacza, że go tam nie ma. Może znajdować się pod powierzchnią ziemi w stanie nienaruszonym. Konieczne są także powtarzane cykliczne badania w celu weryfikacji istnienia odkrytych stanowisk i poszukiwania nowych, odsłoniętych przez siły przyrody lub w wyniku działalności człowieka.

## Podsumowanie
Metody archeologii niedestrukcyjnej cieszą się coraz większą popularnością w wielu krajach. Są często tańsze od tradycyjnych wykopalisk. Pozwalają też ograniczyć prace wykopaliskowe do niezbędnego minimum. Pozwala to zachować nienaruszone stanowiska dla potomności. Ich wadą jest ograniczona ilość pozyskiwanych informacji. Badania prospekcji przedwykopaliskowej należy systematycznie powtarzać, ponieważ ich wyniki są zależne od pory roku, erozji i działalności ludzkiej na danym terenie. Może się okazać, ze odkryte stanowisko przestało już istnieć, gdyż zostało rozorane lub zniszczone w wyniku erozji. Może się także okazać, że z tych samych powodów zostanie odsłonięte nowe stanowisko.